# Castles II
Castles II, stilizzato CÅSTLES II, è un EP collaborativo tra i rapper statunitensi Lil Peep e Lil Tracy, pubblicato il 6 febbraio 2017. L'EP comprende la produzione di Bighead, Charlie Shufler, Lederrick e Yung Cortex.
L'album è il seguito dell'EP Castles del 2016.

## Antefatti
Il 17 gennaio, Lil Peep e Lil Tracy hanno registrato il brano Witchblades. Il 29 gennaio, i due rapper hanno registrato il video musicale originale del brano a Echo Park Avenue, Los Angeles, dove hanno vissuto i membri della GothBoiClique. Il video musicale è stato filmato da Metro Blu e editato e pubblicato ufficialmente il 27 febbraio 2017.
Il 24 gennaio 2017, Peep e Tracy hanno registrato gli altri quattro brani dell'EP in versione demo a Skid Row, Los Angeles.
Il 23 febbraio 2017, il videografo Wiggy ha girato il video musicale di Favorite Dress (successivamente re-intitolato Your Favorite Dress) pubblicato poi il 27 ottobre dello stesso anno.
Due giorni prima la pubblicazione dell'EP, Lil Peep ha fatto una diretta su Instagram dove ha fatto ascoltare in anteprima il brano Witchblades. Il brano è stato successivamente rimosso dall'album.
La copertina dell'EP utilizza lo stesso carattere tipografico del videogioco strategico Castles II: Siege and Conquest del 1992.

## Musica e testi
Definito "rap grunge", lo stile musicale dell'album si concentra sull'emo rap e il rock.
Rappresentata da liriche di pensieri suicidi, la musica oscura di Castles II presenta a tratti la musica rock degli anni '90 con il rapping, non degenerando, come di consueto, in un cospicuo numero di collaborazioni. Le musiche sono caratterizzate da un hi-hat sintetizzato, mentre i testi rappresentano gli stati d'animi di Lil Peep e Lil Tracy: la tristezza.
Anche se le musiche di Bighead, Charlie Shuffler, Yung Cortex, Lederrick e Smokeasac non brillano della loro originalità per il genere, con i loro campioni emo potenziati da bassi sordi e discreti di insidie alla Roland TR-808, fanno particolarmente da supporto a Peep e Tracy, completandosi perfettamente tra di loro.
Tracy viene omaggiato nel progetto per i suoni sintetici influenzati dalla trap, concentrandosi maggiormente su canzoni basate su campioni di chitarre e cori con melodie rock.

## Tracce
1. Never Eat, Never Sleep – 2:18 (testo: Gustav Åhr, Jazz Butler – musica: Bighead)
2. Dying Out West – 2:30 (testo: Gustav Åhr, Jazz Butler – musica: Charlie Shuffler)
3. Witchblades – 2:30 (testo: Gustav Åhr, Jazz Butler – musica: Yung Cortex, Bighead)
4. Past The Castle Walls – 2:48 (testo: Gustav Åhr, Jack Gonzalez, Jazz Butler – musica: Charlie Shuffler, Smokeasac)
5. Your Favorite Dress – 2:57 (testo: Gustav Åhr, Jazz Butler – musica: Lil Tracy, Lederrick, Bighead)

## Formazione

### Musicisti
- Lil Peep – voce, testi
- Lil Tracy – voce, testi, produzione
- Better Off Dead – registrazione
- Joe LaPorta – ingegnere mastering

#### Altri musicisti
- Barry Stock – chitarra
- Beau Burchell – chitarra
- Brad Walst – basso
- Cove Reber – chitarra
- Jack Gonzalez – testi
- Neil Sanderson – batteria
- Travis Barker – batteria

### Produzione
- Bighead – produzione, registrazione
- Charlie Shuffler – produzione
- Lederrick – produzione
- Yung Cortex – produzione
- Smokeasac – produzione